# Diseñando tu amor
Diseñando tu amor est une telenovela mexicaine produite par Televisa et diffusée entre le 26 avril 2021 et le 8 octobre 2021 sur Las Estrellas,.

## Synopsis
Valentina est une jeune femme qui rêve de réussir dans le monde de la mode. Elle travaille dans une usine de pasteurisation du lait appartenant à la famille Ricardo. Valentina pense qu'il l'aidera à réaliser son rêve, mais Ricardo ne veut l'utiliser que pour voler de l'argent à son père et à son entreprise. Le plan de Valentina et Ricardo est révélé. Armando, le père de Ricardo, est un homme d'affaires prospère qui ne pardonne pas la trahison de son fils et menace de l'envoyer en prison, ainsi que son complice. Ricardo et Armando partent. Malheureusement, le voyage se transforme en une tragédie qui se termine par un accident d'avion, changeant la vie de tout le monde. Alors Valentina et sa sœur Nora arrivent dans une nouvelle ville, où elles rencontrent Claudio, un homme éminent qui travaille comme avocat, aidant les membres de sa communauté avec les problèmes juridiques auxquels ils sont confrontés. La flamme de l'amour entre Valentina et Claudio s'enflamme aussitôt, mais Nora tente d'intervenir pour le convaincre. Dans le même temps, Ricardo réapparaît pour récupérer Valentina et l'argent.

## Distribution
- Gala Montes : Valentina Fuentes Barrios / Valentina Vargas
- Juan Diego Covarrubias : Claudio Barrios Correa
- Martha Julia : Patricia Manrique de Castro
- Osvaldo de León : Héctor Casanova Morelas
- Chris Pazcul : Ricardo Manrique de Castro
- Ana Belena : Helena Vargas Reyna
- Sergio Goyri : Don Gulliermo Vargas Mota
- Norma Herrera : Dona Adelaida Vargas Villaponte
- Ale Müller : Nora Fuentes Barrios
- Omar Germenos : Alfonso Vargas Reyna
- Frances Ondiviela : Yolanda Pratas
- Maria Sorte : Dona Consuelo Morales de Casanova
- Armando Araiza : Don Enrique Avilés Ortega
- Adrián Di Monte : Leonardo Casanova Morales
- Adalberto Parra : Juan Fuentes
- Mariluz Bermúdez : Rosamaría Ponce Jiménez
- Marco Muñóz : Don Armando Manrique de Castro
- Daniela Álvarez : María José "Majo" Arriaga / Judith Arriaga
- Ana Lorena Elorduy : Camila Casanova Morales
- Alejandra Jurado : Madre Superiora
- Archie Lanfranco : Ernesto Torres
- Isabela Vázquez : Mina Casanova
- José Elias Moreno : Don Horacio Barrios

## Diffusion
- Las Estrellas (2021)
- Univision (2021)

## Autres versions
- Meu Amor (TVI, 2009-2010)

### Sources
- (es) Cet article est partiellement ou en totalité issu de l’article de Wikipédia en espagnol intitulé « Diseñando tu amor » (voir la liste des auteurs).